# Landesplanung in Deutschland
Landesraumordnung ist Raumordnung auf der Ebene der Bundesländer (Landesraumordnung) bzw. auf der Ebene von Teilräumen der Länder (Regionalplanung). Durch die Novellierung des Raumordnungsgesetzes (ROG 2008) wurde in Abschnitt 2. Raumordnung in den Ländern der bisher gebräuchliche Begriff der Landesplanung zum 30. Juni 2009 faktisch durch die Landesraumordnung ersetzt. Ein wichtiges Instrument der Landesraumordnung sind die Landesentwicklungsprogramme.

## Akteure der Landesraumordnung
Die hauptsächlichen Akteure der Landesraumordnung in Deutschland sind die verschiedenen Landesplanungsbehörden. Aufgrund der föderalen Struktur variiert der Aufbau sehr stark und es bestehen Landesraumordnungsbehörden im weiteren Sinne auf ein bis vier Stufen, wenn die Träger der Regionalplanung als vierte Stufe hinzugerechnet werden. Die oberste Landesraumordnungsbehörde ist bei unterschiedlichen Ministerien angesiedelt und ihre Zuordnung wird relativ häufig gewechselt. Die obere oder höhere Landesraumordnungsbehörde ist, wenn vorhanden, bei den staatlichen Mittelbehörden angesiedelt. Untere Landesraumordnungsbehörde sind z. B. Kreise. Die Träger der Regionalplanung sind häufig kommunal organisiert.

## Kompetenzen der Landesraumordnung: Landesentwicklungsplan und -programm
Die Bundesländer sind nach § 13 Abs. 1 ROG verpflichtet, einen Raumordnungsplan für das Landesgebiet (Landesweiter Raumordnungsplan) und Raumordnungspläne für die Teilräume der Länder (Regionalpläne) aufzustellen. Zur Durchführung der Landesraumordnung erlassen sie Landesplanungsgesetze, in denen zumeist Aufgaben, Instrumente, Verfahren und Organisation der Landesraumordnung sowie der Inhalt der Raumordnungspläne (Landesentwicklungsprogramm, Landesentwicklungsplan, Regionalplan) geregelt sind. In einigen Landesplanungsgesetzen sind auch Grundsätze der Raumordnung, ergänzend zu den Grundsätzen der Raumordnung des Bundes in § 2 Abs. 2 ROG, enthalten. Auf dieser Basis erarbeiten die Landesraumordnungsbehörden Programme und/oder Pläne, die im Wesentlichen aus verbindlichen Zielen und abzuwägenden Grundsätzen der Raumordnung zur Steuerung der Raumentwicklung des Landes bestehen.
In fast allen Bundesländern verfügt die Landesraumordnung über folgende Instrumente:
Planerstellung und Planabweichung
- Aufstellung des Raumordnungsplans mit Zielen und Grundsätzen
- Zielabweichungsverfahren

Sicherung der Raumordnung
- Landesplanerische Stellungnahme zur Anpassung der Bauleitplanung an die Ziele der Raumordnung gem. § 1 Abs. 4 BauGB
- Planungsgebot
- Raumordnungsverfahren (ROV) für raumbedeutsame Vorhaben von überörtlicher Bedeutung (z. B. Fernstraßen, Hochspannungsfreileitungen)
- Untersagung raumordnungswidriger Planungen und Maßnahmen

Planvorbereitung und Planbegleitung
- Raumordnungskataster, Raumbeobachtung
- Raumordnungsbericht

Regionalplanung
- Aufsicht und Genehmigung des Regionalplans (In einigen Ländern: Regionalplanerstellung, in Schleswig-Holstein durch die oberste, und in Ländern mit einer gemeinschaftlichen Regionalplanung durch die oberen Landesplanungsbehörden – in M-V die untere Landesplanungsbehörde. Der Beschluss über den Regionalplan als Satzung oder Rechtsverordnung ist allerdings Sache des Regionalen Planungsverbandes.)

Regionalentwicklung
- EU-Projekte
- Modellvorhaben der Raumordnung
- Regionale Entwicklungskonzepte
- Netzwerke, Kooperationen, Verträge

Hauptaufgabe und zentrales Gestaltungsinstrument der Landesraumordnung ist die Erstellung des hochstufigen Raumordnungsplanes mit textlichen und zeichnerischen Festlegungen, der in den Ländern verschieden bezeichnet wird: „Landesentwicklungsprogramm“ (Bayern, Rheinland-Pfalz), „Landesraumentwicklungsprogramm“ (Mecklenburg-Vorpommern), „Landesraumordnungsprogramm“ (Niedersachsen), „Landesraumordnungsplan“ (Schleswig-Holstein) und in der Mehrzahl der Fälle „Landesentwicklungsplan“ (übrige Bundesländer). Dem gehen aber Vorarbeiten und begleitende Aktivitäten voraus: Jede oberste Landesplanungsbehörde wirkt in der Ministerkonferenz für Raumordnung mit, in der sie sich mit anderen Bundesländern und der Bundesregierung abstimmt.
In den meisten Bundesländern besteht die Verpflichtung, einen Landesraumordnungsbericht zu erstellen, in dem der Erfolg von bisherigen Maßnahmen zur Landesentwicklung und die vorgesehene Weiterentwicklung beschrieben wird. Als Vorstufe zum Raumordnungsplan auf Landesebene wird nur noch von der gemeinsamen Landesplanung Berlin-Brandenburg ein textliches Landesentwicklungsprogramm mit Vorgaben für den nachfolgenden Plan erstellt. In NRW ist das Landesentwicklungsprogramm am 31. Dezember 2011 ausgelaufen.
Die Aufstellung eines Raumordnungsplans macht vielfältige fachliche Abstimmungen und eine umfassende Beteiligung (Gegenstromprinzip) erforderlich: Die oberste Landesplanungsbehörde als Planungsträgerin bezieht alle Landesministerien ein, hört ggf. den Beirat und führt dann das Beteiligungsverfahren durch. Kommunen, Regionale Planungsverbände, öffentliche Planungsträger und Träger öffentlicher Belange sind dabei zur Stellungnahme aufgefordert. Seit Einführung der Strategischen Umweltprüfung (SUP) ist auch die Öffentlichkeit zu beteiligen. Das wiederum hat die Veröffentlichung des Planentwurfs im Internet und entsprechende Regelungen in den Landesplanungsgesetzen begünstigt. Zeitgleich oder nach Ende des Beteiligungsverfahrens wird der Plan dem Landtag zur Stellungnahme zugeleitet und schließlich von der Landesregierung beschlossen.

## Neue Instrumente der Landesraumordnung
Neben den klassischen Instrumenten Landesentwicklungsprogramm, Landesentwicklungsplan und Raumordnungsverfahren gibt es neue Strategien der Landesraumordnung. Diese sind entstanden vor dem Hintergrund veränderter räumlicher und struktureller Rahmenbedingungen (deutsche Einheit, EU-Integration, technologischer Wandel …). Neue Instrumente sind z. B. Teilraumgutachten und raumordnerische Entwicklungskonzepte, grenzüberschreitende Entwicklungskonzepte, Regionalmarketingkonzepte und Regionalmanagement. Sie haben keine Rechtsverbindlichkeit, damit die Akteure einen Kooperationsgedanken entwickeln können. Dabei sollen regionale Kräfte gebündelt, das Selbstbewusstsein und die Identität der Region gestärkt und eine Aufbruchstimmung erzeugt werden.

### Bundesländer
- Ministerium für Landesentwicklung und Wohnen Baden-Württemberg: mlw.baden-wuerttemberg.de: Landesentwicklung
- Landesentwicklungsplan Hessen: landesplanung.hessen.de
- Landesplanung Nordrhein-Westfalen: wirtschaft.nrw
- Sächsisches Staatsministerium für Regionalentwicklung: landesentwicklung.sachsen.de: Landesentwicklung